# Materiale motore della Ferrovia Suzzara-Ferrara
Questa pagina contiene una lista di tutti i gruppi di locomotive e automotrici che sono state immatricolate nel parco della Ferrovia Suzzara-Ferrara dalla sua costituzione nel 1888 al suo scioglimento nel 2002 e successiva incorporazione nelle Ferrovie Emilia Romagna.

## Locomotive a vapore
| Locomotive a vapore | Locomotive a vapore | Locomotive a vapore | Locomotive a vapore | Locomotive a vapore |
| Serie               | Anno                | Costruttore         | Rodiggio            | Note                |
| ------------------- | ------------------- | ------------------- | ------------------- | ------------------- |
| 1 ÷ 5               | 1887                | Maffei              | C                   | gruppo "città"      |
| 11 ÷ 15             | 1887                | Maffei              | 1B                  | gruppo "fiumi"      |
| 16                  | 1825                | Maffei              | 1B                  |                     |
| 21 ÷ 24             | 1902-1911           | Maffei              | C                   | gruppo "poeti"      |

## Locomotive diesel
| Locomotive diesel | Locomotive diesel | Locomotive diesel        | Locomotive diesel | Locomotive diesel     | Locomotive diesel |
| Gruppo            | Anno              | Costruttore              | Rodiggio          | Note                  | Immagine          |
| ----------------- | ----------------- | ------------------------ | ----------------- | --------------------- | ----------------- |
| 1                 | 193?              | Fiat                     | ?                 | Autocarro su rotaie   |                   |
| M.52              | 1932              | Ganz                     | 1A                | ex SAF                |                   |
| LD.61 ÷ 62        | 1953-1954         | Deutz                    | C                 | ex FVS; tipo DRG V 36 |                   |
| 121               | 1953              | Romaro                   | 1'B1'             | ex FPP                |                   |
| 220               | 1956-1957         | Atlas-MaK, Krauss-Maffei | B'B'              | ex DB 220             |                   |

## Automotrici diesel
| Automotrici diesel | Automotrici diesel                                | Automotrici diesel            | Automotrici diesel | Automotrici diesel     | Automotrici diesel                                              |
| Gruppo             | Numerazione                                       | Anno                          | Costruttore        | Rodiggio               | Note                                                            |
| ------------------ | ------------------------------------------------- | ----------------------------- | ------------------ | ---------------------- | --------------------------------------------------------------- |
| ALn 56             | ALn 56.01, 03 ALn 56.119, 136                     | 1936 1935                     | Fiat               | (1A)2'+2'(A1) (1A)(A1) | ex tranvie bolognesi; unità doppia ex FS ALb 56 rimotorizzate   |
| ALn 556            | ALn 556.1230 ... 1292                             | 1937                          | Fiat               | (1A)(A1)               | ex FS                                                           |
| ALn 663            | ALn 663.019 ÷ 021                                 | 1989                          | Fiat               | (1A)(A1)               | tipo FS ALn 663                                                 |
| ALn 668            | ALn 668.05 ÷ 10 ALn 668.11 ÷ 12 ALn 668.013 ÷ 018 | 1959-1962 1968-1970 1978-1980 | Fiat, OM Fiat      | (1A)(A1)               | tipo FS ALn 668.1400 11 ex ALn 668.1999 FS tipo FS ALn 668.1000 |
| ALn 72             | ALn 72.01 ÷ 04                                    | 1936                          | Fiat               | (1A)(A1)               |                                                                 |